# Euscarthmus rufomarginatus
Euscarthmus rufomarginatus là một loài chim trong họ Tyrannidae.